# Treichville

Lage von Treichville

Treichville ist eine Stadt im Bezirk Abidjan im Süden der Elfenbeinküste in Westafrika.

## Geographische Lage
Treichville befindet sich zusammen mit Marcory, Koumassi und Port-Bouët auf einer dem Festland vorgelagerten Insel, welche von Plateau, Yopougon und Cocody durch die Ébrié-Lagune getrennt ist. Von hier führt eine Eisenbahn- und Straßenbrücke nach Plateau. Treichville weist eine Fläche von 12 km² auf und hatte gemäß Angaben der nationalen Wahlkommission 1998 120.526 Einwohner.

## Geschichte
Die Stadt hat den Namen vom französischen Forscher Marcel Treich-Laplène, der ab 1883 in Grand-Bassam und im Inneren der Elfenbeinküste auf Entdeckungsreisen war. Die Stadt wurde 1886 als eines der ältesten Wohngebiete Abidjans gegründet. Bereits 1956 wurde sie in den Stand einer Sub-Munizipalität erhoben und 1980 in denjenigen einer unabhängigen Munizipalität. Im Rahmen der Dezentralisierung 2002 wurde die Stadt unabhängig (eine commune). Bürgermeister für die Amtsperiode 2001 bis 2005 war François Albert Anichia von der PDCI-RDA.

## Wirtschaft
Neben dem Hafen und der darum angesiedelten Industrie ist Treichville Handelszentrum für die Bewohner der Metropole. Ein immenses Angebot von Läden und Handlungen bietet eine enorme Vielfalt an Produkten. Daneben befinden sich hier auch viele Restaurants, Cafés und – des Nachts – ein vielseitiges Nachtleben mit all seinen Reizen und Gefahren. Ein bei den Einheimischen beliebter Treffpunkt ist die Kreuzung carrefour France-Amérique. All das kann aber nicht darüber hinwegtäuschen, dass Treichville heute nur noch ein Abglanz seiner selbst und eine arme afrikanische Stadt ist. Hier befindet sich das eigentliche Herz der pulsierenden Stadt Abidjans.

## Verkehr
Hier befindet sich der Freihafen Abidjans. Neben dem Freihafen befindet sich hier auch der Bahnhof der Abidjan-Niger-Bahn nach dem Norden des Landes und Burkina Faso bis Ouagadougou.

## Städtepartnerschaften
- Kumasi in Ghana
- Le Lamentin auf Martinique

## Söhne und Töchter der Stadt
- Paul Yemboaro Ouédraogo (* 1948), katholischer Erzbischof von Bobo-Dioulasso
- Abdoulaye Traoré (* 1967), Fußballspieler
- Steve Gohouri (1981–2015), Fußballspieler
- Elie Bacari (* 2004), belgisch-ivorischer Hürdenläufer